# 新潟県道278号牧横住線
新潟県道278号牧横住線（にいがたけんどう278ごう まきよこずみせん）は、新潟県上越市内を通る一般県道である。

## 概要

### 路線データ
- 起点：新潟県上越市牧区棚広字水頭（新潟県道301号柳島信濃坂線交点）
- 終点：新潟県上越市浦川原区横住字石原畑（新潟県道13号上越安塚柏崎線・新潟県道61号柿崎牧線交点）

## 地理

### 通過する自治体
- 新潟県上越市

### 接続する道路
- 新潟県道301号柳島信濃坂線（起点：上越市牧区棚広字水頭）
- 新潟県道425号高尾田島線（上越市牧区高尾）

この間未開通区間あり（上越市牧区高尾（「県道425号」交点） - 上越市牧区高谷）
- 国道405号（上越市牧区高谷地内（「高谷活性化センター」付近）で重複）
- 新潟県道13号上越安塚柏崎線・新潟県道61号柿崎牧線（終点：上越市浦川原区横住字石原畑）（「県道13号」・「県道61号」重複区間）